# OpenGL Extension Wrangler Library
OpenGL Extension Wrangler Library (GLEW) - кроссплатформенная библиотека на C/C++, которая упрощает запрос и загрузку расширений OpenGL. GLEW обеспечивает эффективные run-time механизмы для определения того, какие OpenGL расширения поддерживаются на целевой платформе. Все расширения OpenGL размещаются в одном заголовочном файле, который автоматически генерируется из официального списка расширений. GLEW доступна на множестве операционных систем, включая Windows, Linux, macOS, FreeBSD, IRIX и Solaris.
GLEW распространяется под модифицированной Лицензией BSD, а генератор заголовочных файлов - под лицензией GNU GPL.

## Недостатки
GLEW написан в основном для compatibility profile, и несмотря на то, что функции core profile всё равно загружаются GLEW, до версии 2.0.0 необходимо было использовать флаг glewExperimental = true, что загружало все известные расширения OpenGL, сильно замедляя загрузку приложения.
Ещё один недостаток - механизм определения доступных расширений: если у расширения недоступна хотя бы одна функция, оно считается доступным, что в случае некоторых расширений (которые используют альтернативные функции в разных конфигурациях, в спецификации указывая все возможные варианты) всегда возвращает результат "не поддерживается".
Также GLEW гораздо менее легковесный, чем многие аналогичные библиотеки. Связано это с тем, что GLEW содержит все зарегистрированные расширения вместо только основного OpenGL.